# 火盜龍屬
火盜龍屬（屬名：Pyroraptor）是獸腳亞目馳龍科恐龍的一屬，生存於白堊紀晚期的法國。目前只有發現一副標本。

## 發現

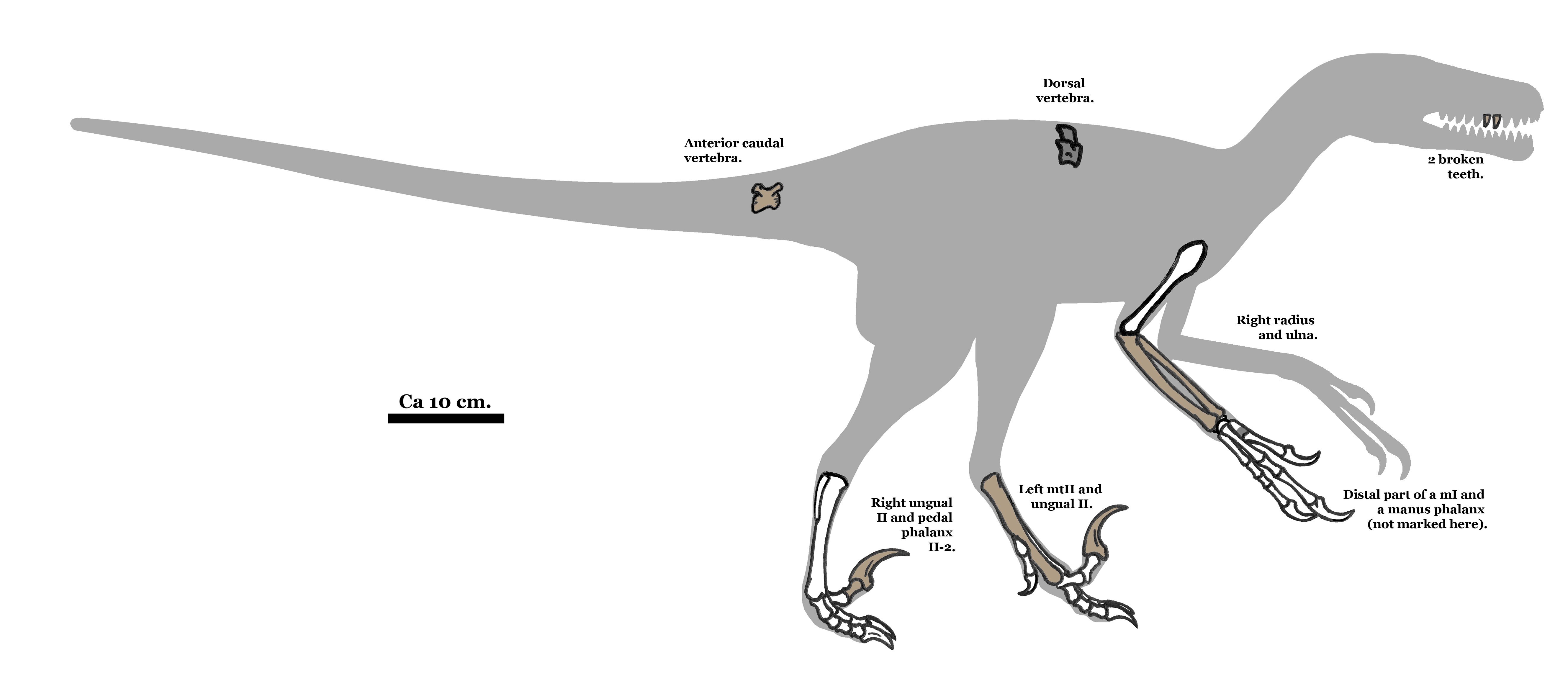
火盜龍的已發現化石部位

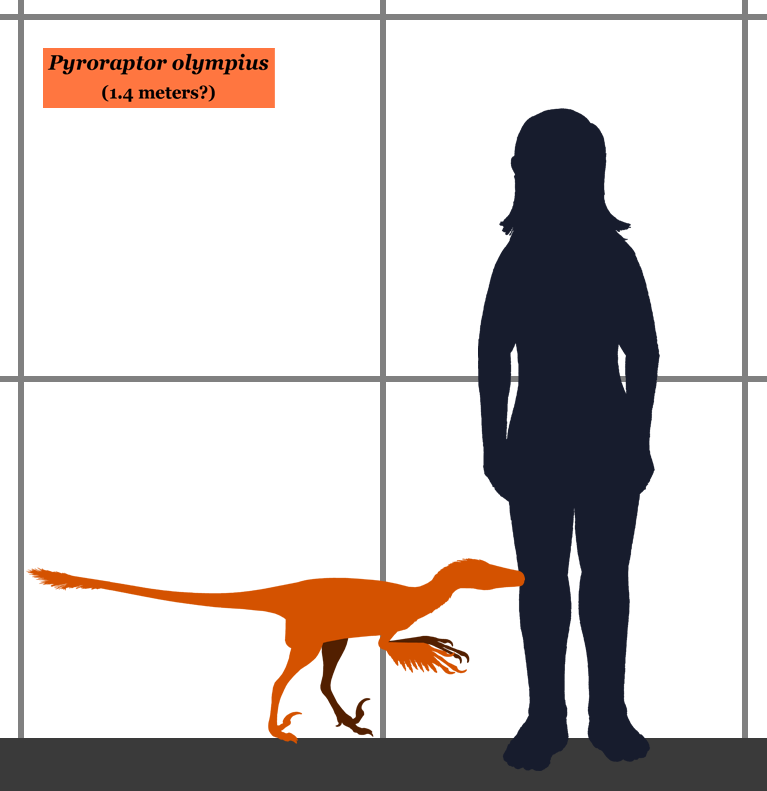
火盜龍與人類的體型比較圖

火盜龍的模式標本是唯一的化石，是在1992年被發現於法國南部普羅旺斯，而且僅發現少數骨頭。目前已發現火盜龍的牙齒、趾爪、以及脊椎化石。牠們是由羅南·阿蘭（Ronan Allain）與菲利普·塔丘特（Philippe Taquet）在2000年所敘述、命名。模式種是奧林匹斯火盜龍（P. olympius）。屬名意為「火盜賊」，因為火盜龍的化石是在森林火災之後被發現的；種名則是以奧林匹斯山為名。牠們生存於白堊紀晚期的坎潘階到馬斯垂克階之間，約7,060萬年前。
火盜龍屬於獸腳亞目的馳龍科，是種小型、類似鳥類的掠食動物，第二腳趾上擁有加大、彎曲、銳利的趾爪，長達6.5公分。牠們的身長被估計可長到到1.6公尺。如同其他馳龍科，火盜龍的第二趾爪可能有武器的功能，或者在攀爬時有固定功能。如果參考其他馳龍科，火盜龍應該有發展良好的前肢、彎曲指爪，可能具有修長尾巴，可平衡身體重量。由於牠們的近親多有羽毛證據，例如小盜龍、中國鳥龍，火盜龍等馳龍科恐龍可能也具有羽毛。

## 大眾文化
火盜龍曾出現在電視節目《恐龍星球》（Dinosaur Planet）之中，一隻名為「Pod」的雄性火盜龍與牠的同類，被巨浪沖刷到一個島嶼上。在節目尾聲，該隻雄性火盜龍殺死一隻小型塔哈斯克龍，並被一群傷齒龍接受牠的頂級掠食者地位。在2023年的紀錄片《史前地球》中，兩隻火盜龍幼雛捕食在乾枯潮池中擱淺的幼菊石。
火盜龍也出現於2022年6月上映的電影《侏羅紀世界：統霸天下》中，其中被描述為可以潛水、帶有火紅色羽毛、長約3米的生物，其潛水特性和羽毛顏色目前並無科學證據印證，其電影中體型更是遠遠大於真實的火盜龍，形象更接近於該系列電影中的伶盜龍長羽毛的樣子。

## 外部連結
- http://www.pyroraptor-olympius.info/ （页面存档备份，存于）
- Dinosaur Planet
- Museum National d'Histoire Naturelle de Paris
- the Virtual Gallery of Mineralogy
- 'Pod' Animation for Discovery Channel （页面存档备份，存于）
- By Jordan Mallon
- By Meteor Studios for Discovery Channel
- By Brett Booth （页面存档备份，存于）